# Mindre brunfladdermus
Mindre brunfladdermus, tidigare även Leislers fladdermus (Nyctalus leisleri), fladdermusart i familjen Vespertilionidae (läderlappar).

## Beskrivning
Mindre brunfladdermus påminner om stor fladdermus men är inte lika stor - vingbredden är under 35 centimeter, kroppslängden (huvud och bål) mellan 5,5 och 6,5 centimeter och vikten upp till 20 gram. Pälsen är gråbrun och både ansikte och öron är svarta. Arten saknar hudflikar (blad) på näsan. Enligt en annan källa är ovansidans päls gulbrun och undersidan är täckt av ljusare päls i samma färg. Jämförd med andra läderlappar har mindre brunfladdermus korta öron (13 till 16 mm långa) som står långt ifrån varandra. Hos arten förekommer en mörkbrun flygmembran och svansen är helt eller nästan helt inbäddad i svansflyghuden.
Arten har 3,7 till 4,7 cm långa underarmar och en 3,5 till 4,8 cm lång svans.

## Beteende
Flykten är snabb, ofta med tvära kast fram och tillbaka. Börjar jaga kring solnedgången. Kan flyga även under dagen. Den livnär sig framför allt på fjärilar, flugor och skalbaggar.
Arten finns främst i skog, men kan även förekomma i bebyggda områden.
Mindre brunfladdermus övervintrar i utbredningsområdets södra delar och den vandrar upp till 3 000 km till Centraleuropa där fortplantningen sker. Honor bildar i maj egna kolonier med upp till 50 medlemmar som är skilda från hannarna. Ungarna föds en eller två månader senare.
Viloplatsen är vanligen ett ihåligt träd eller byggnader.
Lätet som används för ekolokaliseringen är 9 till 14 millisekunder lång och det har två stadier varav det första stadiet har varierande frekvens medan det andra stadiet har ganska jämn frekvens. Frekvensen ligger mellan 23 och 31 kHz.

## Utbredning
Mindre brunfladdermus finns i Centraleuropa och österut till Centralasien, samt mera sporadiskt i Västeuropa. I Sverige har den observerats vid enstaka tillfällen i Skåne, på Öland och på Gotland. På grund av förväxlingsrisken med stor fladdermus är det dock möjligt att den är vanligare än förmodat.
I bergstrakter når arten 2000 meter över havet.
Mindre brunfladdermus rödlistades 2020 som sårbar i Sverige.
I Sverige är alla fladdermusarter fridlysta.